# Kluftfugenhöhle (Kugelstein)
Die Kluftfugenhöhle bei Deutschfeistritz befindet sich in 470 m ü. A. im Kugelstein nördlich des Hauptortes von Deutschfeistritz, Steiermark in Österreich.

## Lage
Die Kluftfugenhöhle befindet sich am östlichen Hang des Kugelsteins südlich der Kugelsteinhöhle I und der Kugelsteinhöhle II. Der Zugang zur Höhle ist durch die angebrachte Katasternummer gut erkennbar.

## Beschreibung
Die Kluftfugenhöhle besteht aus einem einzigen, an eine Kluft gebundenen Raum, welcher 6 Meter lang, 4 Meter hoch und 3 Meter breit ist. In der Höhlendecke befindet sich ein Fenster, durch welches Tageslicht in das Höhleninnere gelangt. Im Eingangsbereich sind Grabungsspuren erkennbar, welche auf eine Grabung des Joanneums zurückgehen.
Der Höhlenboden besteht aus Höhlenlehm mit feinsandigen Ablagerungen.